# 亡霊怪猫屋敷
『亡霊怪猫屋敷』（ぼうれいかいびょうやしき）は、橘外男の小説、およびそれを原作として制作された1958年（昭和33年）7月13日公開の日本映画である。

## 小説
1951年（昭和26年）から1952年（昭和27年）まで藤崎彰子の筆名で『少女の友』に『山茶花屋敷物語』の題で連載された。1954年（昭和29年）に偕成社から出版される際、橘外男名義となり、『怪猫屋敷』に改題された。1958年（昭和33年）、映画化に合わせ東京ライフ社から出版される際、『亡霊怪猫屋敷』に再改題された。

## 映画
映画は中川信夫監督、新東宝製作・配給。パートカラー（現代篇＝白黒映画、時代篇＝カラー映画）、フジカラー、シネマスコープ（新東宝スコープ）、8巻 / 1,880メートル（1時間9分）。大蔵貢ワンマン体制のもとで、夏定番の怪談・怪奇映画興行の1本として製作された。同時上映は加戸野五郎監督、若杉嘉津子主演の『怪談乳房榎』である。
化け猫もののジャンルに属する作品だが、幽霊屋敷のアイディアも盛り込まれ、江戸時代の呪いが現代まで受け継がれるという現代篇と時代篇の2部作構成になっているのは原作同様であり、登場人物もほぼ共通である。原作を『見えない影に』と誤記している書籍もある。時代劇部分は、囲碁をめぐる抜刀、被害者の名前、名門の末裔であるという設定、親子関係など、鍋島化け猫もののファクターを多く取り入れた内容となっている。
現代篇は白黒映画、時代篇はカラー映画と、物語に応じてフィルムが分けられたパートカラーの手法を使っている。時代篇で使用されたカラーフィルムは国産のフジカラーである。富士フイルム公式サイト内『富士フイルム 50年のあゆみ』によれば、本作品が製作公開された1958年（昭和33年）は、1月にネガ・ポジ方式の映画用35mmフジカラーネガティブフィルム、タイプ8512が発売され、6月には同フィルムを全編に用いた初の劇場映画『楢山節考』（木下惠介監督）が公開されるなど、国産カラーフィルムが大きく躍進した年であったという。本作品はパートカラー方式であり、カラー映画の時代篇は時期的にタイプ8512以前の1955年（昭和30年）に発売されたタイプ8511を使用していると思われるが、白黒映画の現代篇も青色の着色が施されており、全体的に色彩を強く印象付けるものとなっている。晩年の中川信夫作品で助監督をつとめた鈴木健介は、本作品がパートカラーを選択した理由について、「オールカラーが予算的に無理な時代に許されたパートカラーの条件を逆手にとった、実験精神に富んだ中川流演出」と解説している。
撮影の西本正、美術の黒澤治安、音楽の渡辺宙明、脚本兼助監督の石川義寛といった、中川信夫とともに翌1959年（昭和34年）の『東海道四谷怪談』を生み出すスタッフが本作品ではじめて一堂に会した。中川は本作品のパートカラーや色彩設計を黒澤治安のアイディアによるものであると証言しており、黒澤を逸材と絶賛するとともに「映画は総合芸術といいますが、スタッフがいかに大切かを痛感しました」と述懐している。

### 映画あらすじ
現代。大学病院の医師である久住哲一郎は、停電した深夜の研究室に一人いるところに不気味な足音がひたひたと近づいてくるのを聞きながら、6年前に体験した不思議な出来事の記憶をよみがえらせる。
6年前、久住は結核を患う妻・頼子の転地療養のために、故郷の古民家を改造して移住し、そこに病院を開業した。しかし、その日から謎めいた老婆が頻繁に頼子のもとに現れて、最後には番犬を殺して屋敷に上がり込んで頼子の首をしめてしまう。すんでのところで久住が駆けつけて頼子は一命をとりとめるが、久住はもともと化け物屋敷とも噂されていた自宅とそこに現れる老婆の謎を解き明かそうと決意する。
村の歴史に詳しい了福寺の慧善和尚は、久住の話を聞いて、その老婆は屋敷に取り憑いた化け猫の怨霊であろうと言う。和尚の話によれば、久住夫妻の移り住んだ屋敷は、元は大村藩家老の石堂左近将監のものである。短気な性格の将監は、囲碁の勝負がもとで自分を侮辱した囲碁指南役・竜胆寺小金吾を殺害して死体を壁に塗りこめて隠蔽してしまった。小金吾が碁に負けて失踪したという将監の家人・左平治の知らせを聞いた小金吾の母・宮路は、小金吾の亡霊を見て息子が将監に殺されたことを悟る。宮路は将監に直談判に赴くが将監に凌辱されてしまい、家に戻ると飼い猫に自分の血をすすらせ、将監の家の血筋が絶えるまで呪い続けるよう言い残すと、短刀で喉を突いて自害して果てる。果たして宮路の鮮血をすすった猫は怪猫となって将監の屋敷へと向かい、将監の老母を殺すと彼女に化けて屋敷に住む人々を疑心暗鬼に陥れて、遂には将監と将監の息子でまだ結婚をしていない新之丞を相討ちさせて、将監の血筋を絶やすことに成功する。
しかし、怪猫はまだ本懐を遂げたわけではなかった。将監とともに小金吾の死体を壁に塗りこめた家人の佐平治は怪猫の怨念を免れて子孫を存続させ、その末裔が久住の妻・頼子であると和尚は語る。久住の住む屋敷の壁が崩壊して小金吾の白骨死体が現れると久住と頼子はその菩提を弔い、その屋敷を離れることによって、怪猫の祟りは鎮まったかに見えた。しかし、停電した深夜の研究室に一人取り残された久住に向かって、不気味な足音はなおも近づき、最後には久住のいる研究室の前で立ち止まるのだった。

### スタッフ
- 監督： 中川信夫
- 製作： 大蔵貢
- 原作: 橘外男
- 脚本： 石川義寛、藤島二郎
- 撮影： 西本正
- 美術： 黒澤治安
- 照明： 関川次郎
- 音楽： 渡辺宙明
- 録音： 片岡造
- 編集: 後藤敏男

### キャスト

#### 現代篇
- 久住哲一郎： 細川俊夫
- 久住頼子（妻）： 江島由里子
- 頼子の兄・健一： 倉橋広明
- 老婆（怨霊）： 五月藤江
- 慧善和尚： 杉寛
- 車夫吉蔵： 山川朔太郎
- 須藤: 広瀬康治
- 運転手： 河合英二郎
- 平松とよ子（看護婦）： 千曲みどり

#### 時代篇
- 石堂左近将監： 芝田新
- 石堂新之丞： 和田桂之助
- 腰元・八重： 北沢典子
- 老母： 五月藤江
- 佐平治： 石川冷
- 竜胆寺小金吾： 中村龍三郎
- 母・宮路： 宮田文子
- 仲間八太郎： 国方伝
- 腰元・お里： 辻祐子
- 腰元・早月： 三重明子

### 映像ソフト
- 1999年11月1日にVHSがキネマ倶楽部より通販限定で発売された[9]。
- 2000年7月25日にDVDがビームエンタテインメントより発売された[10]。